# Alphonse Dumay
 (décembre 2023).
Si vous disposez d'ouvrages ou d'articles de référence ou si vous connaissez des sites web de qualité traitant du thème abordé ici, merci de compléter l'article en donnant les références utiles à sa vérifiabilité et en les liant à la section « Notes et références ».
Pour les articles homonymes, voir Dumay.
Alphonse Dumay, né le 25 août 1919 à Philippeville (Algérie française) et décédé le 11 avril 1983 à Bucarest (Roumanie), est un officier de la marine marchande et résistant français.

## Biographie

### Jeunesse
Alphonse Dumay naît à Philippeville, ancienne commune d'Algérie française actuellement appelée Skikda. Situé au bord de la mer Méditerranée, il se dirige naturellement vers une carrière dans la Marine. En 1939, il est nommé élève officier mécanicien, gravit les échelons et devient chef-mécanicien dans la marine marchande à bord de différents bâtiments : Al Racou, Winnipeg, Caryhage, Saint-Brieuc.

### Résistance
Dès juin 1940 jusqu'en novembre 1942, il transporte du matériel, distribue des tracts et colle des affiches salutaires à la Résistance française. Lors d'un voyage en Espagne, il transporte des imprimeries en caoutchouc.
Le 31 mai 1942, jour de la fête des mères, il participe à l'organisation de la manifestation à la Préfecture des Bouches-du-Rhône à Marseille. Il est arrêté puis relâché avec les autres manifestants.
À partir du 1er novembre 1942, il rallie les Francs-tireurs et partisans français sous les ordres de Raymond Vincent dit Dick et Auguste Delabre dit Max Berger. Il intègre les FTP avec le grade de Lieutenant aux fonctions de commissaire aux opérations du détachement n°2 de Marseille - Secteur Action. Il maintient la liaison et planifie des opérations communes entre son groupe et l'Armée secrète, aide au recrutement et à la formation des premiers maquis du Lubéron avec Edgard Tarquin. Il met en relation le maquis de l'Armée secrète avec Wolf Wexler dit Manuel et Henri Masi dit Mouclier. En lien avec des officiers français d'un dépôt de La Blancarde et d'un centre de transport du Prado, il récupère du matériel de campement et d'habillement. Il commande l'installation et organise la protection des services radios des réseaux AZUR à Marseille - Toulon - Montélimar - Thonon - Ardèche.
Le 1er juin 1943 à Marseille, il est promu Capitaine par le commissaire aux effectifs régionaux et affecté à la 7e Compagnie de sabotage de Provence aux fonctions de commissaire aux opérations. Il a sous ses ordres un groupe d'environ 120 résistants. Le 28 août 1943, selon ses dires, il est blessé par deux balles lors d'un engagement avec la Gestapo. Début 1944, il commandite plusieurs attaques à l'explosif à Marseille contre l'imprimerie collaboratrice de la rue Saint-Claire et le siège du P.P.F. "Figaro" sur la Canebière. Il est également à l'origine de nombreux sabotages dans la région qui le poussent à s'éloigner du département marseillais. En avril 1944, il prend la tête du maquis FTPF du Lubéron. Il est alors le chef de 400 partisans et 500 francs-tireurs.
Engagé volontaire lors de la Libération, il occupe les postes de Chef de bataillon au 1er Bataillon du Régiment Ventoux puis adjoint au commandement du 141e Régiment d'Infanterie Alpine sur le front des Alpes.

### Dernières années
Alphonse Dumay décède à Bucarest où il résidait. Il était marié et père de famille.

## Déclarations
Alphonse Dumay rapporte les événements suivants : 

« Le 28 août 1943 à 15 heures aux Chartreux, je tombe dans une souricière de la Gestapo chez Mr Garoutte dit Treville : je suis blessé sérieusement par deux balles, je réussis à tuer les trois membres de la Gestapo et à fuir les lieux. »

## Opérations
| Dates                 | Lieux                        | Faits d'arme                                                                                                |
| --------------------- | ---------------------------- | --- |
| Février et mars 1943  | Le Canet                     | 3 attaques de voies ferrées.                                                                                |
| Mars 1943             | Bouches-du-Rhône             | Destruction par explosifs de boîtes relais de trains en soutien de la grève contre les déportations du STO. |
| 3 avril 1943          | Saint-Tropez                 | Organisation et réception d'un sous-marin français en accord avec le F.F.C.                                 |
| 10 mai 1943           | Bouches-du-Rhône             | Destruction de pylône haute-tension.                                                                        |
| 1er au 4 janvier 1944 | Bouches-du-Rhône             | Destruction de 27 locomotives.                                                                              |
| Début 1944            | L'Estaque                    | Sabotage des réservoirs de gasoil et essence chez Fhulmann.                                                 |
| Début 1944            | Fos-sur-Mer                  | Sabotage de l'usine de ciment LAFARGE.                                                                      |
| 15 mars 1944          | Bouches-du-Rhône et Vaucluse | Destruction de 33 locomotives.                                                                              |
| Juillet 1944          | Mérindol et Ménerbes         | Attaque de convois.                                                                                         |
| Juillet 1944          | Vaucluse                     | Destruction de pont ferroviaire sur la ligne Cadenet - Pertuis.                                             |
| Août 1944             | Vaucluse                     | Bataille de Coustellet et de Lauris - Libération du Vaucluse.                                               |

## Dinstinctions
| Ruban | Décoration                                                                   |
| ----- | ---------------------------------------------------------------------------- |
|       | Chevalier de la Légion d'honneur (Décret du 9 novembre 1944)                 |
|       | Croix de Guerre 1939-1945 à l'ordre de la Nation (Décret du 9 novembre 1944) |
|       | Croix de Guerre 1939-1945 à l'ordre de la Division                           |

## Affaire judiciaire
Le 3 septembre 1944, René Richard, capitaine dans les Forces Françaises de l'Intérieur, est condamné à mort par un tribunal intérieur présidé par Alphonse Dumay et exécuté à Avignon. Au lendemain de la guerre, Alphonse Dumay ainsi que 3 officiers de la Résistance sont mentionnés dans cette affaire. Comme de nombreuses exécutions commises durant la guerre, les auteurs sont acquittés par la loi d'amnistie du 6 août 1953.